# Paul Heaton
Paul David Heaton (Bromborough, 9 de maio de 1962) é um cantor e compositor inglês. Ele era um membro da The Beautiful South, que se desfez em 2007, e um membro de The Housemartins, que se desfez em 1988. Hoje, ele está buscando uma carreira solo.

## Carreira musical
A primeira experiência musical de Heaton foi em uma banda chamada Tools Down ao lado do irmão Adrian e o amigo John Box. Eles só fizeram uma gravação, "All I Want", embora eles ganharam experiência de tocar em bares. Em Redhill College, Heaton decidiu que então precisava estar em uma banda de verdade, apesar de seu mau comportamento, como roubar o cofre da faculdade. Em Redhill, Heaton conheceu Norman Cook (então conhecido como Quentin Cook), o cantor de A Disque Attack. Heaton e Cook formaram uma banda com John Laurenson e Chris Lang, chamado The Stomping Pond Frogs, que tocava nos fins de semana. Depois de sair da faculdade, Heaton trabalhou como um caixeiro por três anos antes de se mudar para a Noruega com sua namorada.

## Discografia

### Solo
- Fat Chance (2001)
- The Cross Eyed Rambler (2008)

### The Housemartins
- London 0 Hull 4 (1986)
- The People Who Grinned Themselves to Death (1987)

### The Beautiful South
- Welcome to the Beautiful South  (1989)
- Choke (1990)
- 0898 Beautiful South (1992)
- Miaow (1994)
- Blue Is the Colour (1996)
- Quench (1998)
- Painting It Red (2000)
- Gaze (2003)
- Golddiggas, Headnodders and Pholk Songs (2004)
- Superbi (2006)